# Liimala
Liimala – położona nad brzegiem Morza Bałtyckiego wieś w Estonii, w prowincji Virumaa Wschodnia, w gminie Lüganuse. Na wschód od wsi znajduje się ujście rzeki Purtse.

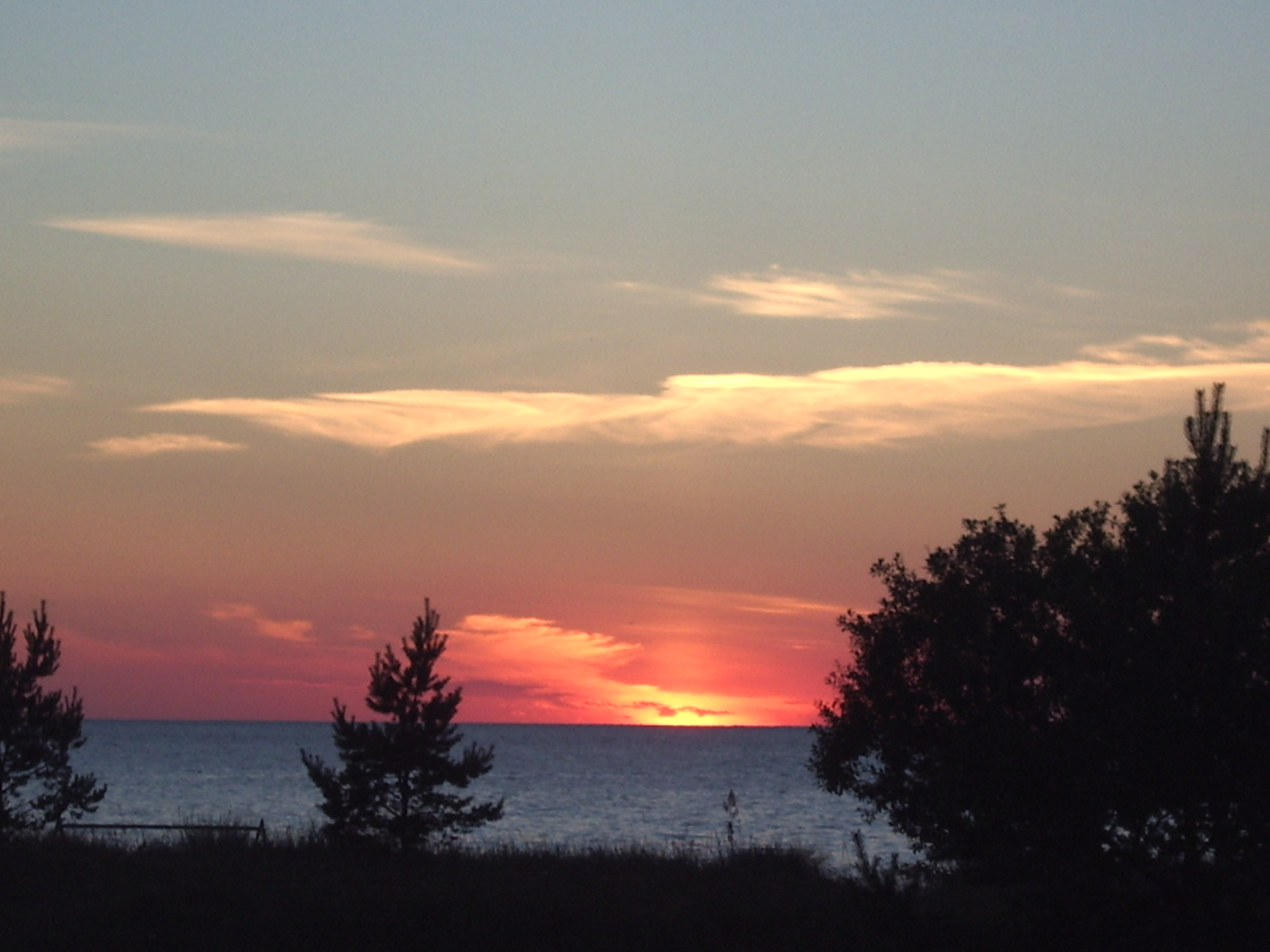
Wschód słońca nad plażą w Liimala